# Глогинка (село)
Глогинка е село в Североизточна България. То се намира в община Попово, област Търговище.

## География
Селото се намира на около 10 км югоизточно от град Попово,
на 200 – 300 м надморска височина, вдясно от пътя Попово – Търговище. Построено е на северен скат в полупланински район. Землището му граничи със землищата на селата Заветно, Голямо Ново, Росина, Кошничари, Марчино, Априлово и Светлен. Селото е свързано с Попово, гара Караджата и Светлен с асфалтирани пътища. Има черни пътища и до съседните му села. На 3 км от Глогинка минава ж. п. линията София – Варна.

## Кратка историческа справка
Според преданието преди завладяването на България от турците старото село се намирало
в местността Юртлука. Младите момчета и булки от това селце били заробени, а възрастните хора и невръстните деца били отведени в днешната местност Гяур дере и изклани. В местността Юртлука най-възрастните хора помнят, че е имало следи и от стари български гробища. По-късно било направено ново село на сегашното му място. Турското име на селото е било Казъллар (Къзълар, Къзакар). Превеждало се от турските думи kiz ağlar и като „плачещото момиче“.
Малко преди Освобождението в селото се заселват първите българи от Търговище и от село Ломци. Една част от турците напуснали селото заедно с отстъпващите турски войски през лятото на 1877 г. и се изселили в Турция, изоставяйки имотите си.
Още тогава около селото имало гори с овощни дървета, а по горите много дренки и диво грозде и плодови храсти.
Един османо-турски документ от 1524 г. споменава село Казалар Мурад от нахия Чернови (Червен), за което се предполага, че е днешното село Глогинка.
Следващият османо-турски документ, в който се споменава турското име на селото, е от 1555 г. вече като Казъл Илиас.
Данъчен регистър от 17 век изброява 21 пълнолетни данъкоплатци – българи от селото.
Последният официален документ отпреди Освобождението от 1874 г. посочва, че в селото имало 101 мохамедански къщи, без в него да са записани български къщи.
Първите следосвобожденски заселници дошли през 1880 г. Те били 40 семейства бежанци от Беломорието: от село Кутруджа, околия Софлу, Димотишки санджак, Одрински вилает, които прекарали зимата в домовете на местното население. През пролетта те били заселени в махалата, където преди това живеели черкезите между село Глогинка и село Росина, на мястото на днешния язовир „Росина“. За черкезкото село се предполага, че се е казвало Ресим-пашакьой. През 1882 г. идват нови 20 семейства преселници от село Дрипчево, Свиленградско, а през 1884 г. пристигат преселници и от село Сив кладенец (Гьокче бунар), Ивайловградско. Преди това за 5 години те се били заселили днешното село Подем, Плевенско. Пет семейства от тези заселници остават в тогавашното село Невски, днес квартал на град Попово.
През 1934 г. старото име на селото Калзъллар е заменено с името Глогинка, на името на железопътната спирка, намираща се на 3 км от селото, която то искало да притежава.
Училището на селото било построено през 1890 г. Местните жители го наричали „Бялото училище“, а по-късно сградата му служела и за общинско управление и др.
Селският църковен храм бил изграден от дърво и камък между 1888 и 1890 г. и носел името на свети Димитър Солунски.
Старите български родове на селото били: Балабановци, Капитановци, Карпузанци, Кертиковци, Ликовци, Тюфекчийци и др.
Днес в селото живеят роми, българи и турци, като преобладава турският етнос. Основният поминък на населението е животновъдство, земеделие и събиране на билки.

## Религии
- Християнска (източноправославна);
- Мюсюлманска;

## Обществени институции
- Кметство;
- Поща;
- Читалище „Светлина“, основано първоначално през 1925 г.;
- Целодневна детска градина;
- Църковен храм „Свети Димитър“, построен през 1900 г. и ремонтиран основно през 2005 г.;
- Джамия;

## Културни и природни забележителности
- В землището на селото има запазени останки от археологически обекти: праисторическа селищна могила, антично и средновековно селище, надгробни могили;
- Църковен православен храм „Св. Димитър“ от 1900 г.;
- Сградата на Народното читалище, построена между 1960 и 1962 г.;
- Паметник на загиналите във войните жители на селото;
- В местността Карашлъка, където е имало сражение през Руско-турската война от 1877 г., са били запазени окопите на войниците;

## Редовни събития
Събор на селото – провежда се всяка година на 7 ноември.

## Личности
- Богдан Глогински (1924 – 2000) – писател;
- Илия Стойков – художник. Живее в град Варна